# Брестовене
Брестове́не (болг. Брестовене) — село в Разградській області Болгарії. Входить до складу общини Завет.

## Населення
За даними перепису населення 2011 року у селі проживали 2687 осіб.
Національний склад населення села:
| Національність   | Кількість осіб | Відсоток |
| ---------------- | -------------- | -------- |
| турки            | 1983           | 77,2%    |
| болгари          | 282            | 11,0%    |
| цигани           | 158            | 6,1%     |
| Всього відповіли | 2570           |          |

Розподіл населення за віком у 2011 році:
Динаміка населення: